# Charaxes ephyra
Charaxes ephyra är en fjärilsart som beskrevs av Henry Trimen 1866. Charaxes ephyra ingår i släktet Charaxes och familjen praktfjärilar. Inga underarter finns listade i Catalogue of Life.